# La lenteur
La lenteur je sedmý román Milana Kundery a první psaný ve francouzštině. Český význam názvu je pomalost, rozvláčnost, rozvleklost. Poprvé byl vydán v roce 1995. Je to Kunderův druhý román, jehož děj se odehrává ve Francii (prvním je Nesmrtelnost).
Kniha překvapí svým rozsahem, je mnohem kratší než předchozí Kunderovy romány. Zatímco první romány mají ve většině vydání kolem 400 stránek, tento má méně než 200 stránek. Psaní je hustší, akce je omezena na to podstatné.
Psaná fantazie, která je jednou z charakteristických znaků Kundery, zachází v tomto románu ještě dále. Vystupují zde například dvě postavy ze dvou různých století, libertin (volnomyšlenkář) z 18. století a libertin z 20. století.
Věra a Milan Kunderovi se účastní konference entomologů na jednom zámku. Malá dramata konference inspirují Kunderu k různým úvahám o moderním světě, které spojuje s příběhem spisovatele 18. století Vivanta Denona odehrávajícím se na stejném zámku. Různé příběhy se prolínají, aby vyvolaly reflexi.
Milan Kundera je zvyklý na mixování příběhu a eseje. Teze rozvinutá v La lenteur říká, že moderní člověk fascinovaný rychlostí, upouští od ctnosti pomalosti. Pomalost je pro Kunderu způsob, jak si uchovat paměť, a proto dnešní člověk zapomíná. Píše, že „rychlost je přímo úměrná intenzitě zapomínání“.